# Kroatanie
Kroatanie – plemię Indian Ameryki Północnej o mieszanej krwi, o których sądzi się, że stanowią wymieszanych z Indianami potomków osadników z tzw. „zaginionej kolonii Croatan”. Mieszkają w Karolinie Północnej, głównie w hrabstwie Robeson.
Przez wiele lat po zakończeniu wojny secesyjnej uważano ich za wolnych Murzynów, ale Kroatanie zdecydowanie odmawiali posyłania dzieci do szkół dla czarnoskórych. Nie wcześniej niż w latach 90. XIX wieku oficjalnie nazwano ich indiańskimi Kroatanami.
Podobne plemiona, o przypuszczalnie mieszanym pochodzeniu, znajdują się w:
- Karolinie Południowej zwani Red Bones
- Tennessee – Melungeons
- Delaware – Moors.